# Vụ va chạm máy bay tại triển lãm hàng không Dallas 2022
Ngày 12 tháng 11 năm 2022, hai chiếc B-17 Flying Fortress và Bell P-63 Kingcobra thời thế chiến II, va chạm giữa không trung và rơi trong triển lãm hàng không Wings Over Dallas tại Sân bay Dallas Executive ở Dallas, Texas, Hoa Kỳ. Vụ va chạm xảy ra vào lúc 1h22 tối, giờ địa phương (CST, UTC−6). Buổi triển lãm hàng không, trùng với lễ kỷ niệm ngày cựu chiến binh, được tổ chức bởi Lực lượng Không quân Kỷ niệm.
Cả hai máy bay đều bị phá hủy hoàn toàn. Các quan chức báo cáo rằng B-17 có phi hành đoàn 5 người trong khi P-63 chỉ có một người; cả 6 đều được xác nhận là đã chết bởi Giám định y tế quận Dallas.

## Máy bay
Máy bay B-17 bị nạn là Texas Raiders, một chiếc máy bay do Douglas-Long Beach sản xuất B-17G-95-DL với số đăng ký N7227C, được đưa vào hoạt động lần đầu tiên vào năm 1945 và được điều hành bởi Bảo tàng Di sản Hàng không Hoa Kỳ. Nó là một trong số ít những chiếc máy bay máy bay B-17 Flying Fortress B-17 còn sử dụng được. Chiếc máy bay thứ hai bị nạn là một chiếc P-63F-1-BE Kingcobra số đăng ký N6763, mà cũng đã được điều hành bởi Bảo tàng bay Di sản của Không quân Hoa Kỳ. Chiếc máy bay này là một trong hai biến thể P-63F từng được chế tạo và là một trong năm chiếc P-63 duy nhất còn hoạt động trên không. Nó không có tên và được sơn bằng dấu kiểm tra "X" ban đầu.